# Dúbravy
Dúbravy (prima del 1927 Očovská Dúbrava, Ošowské Dubrawy; in ungherese: Kisócsa, prima del 1907 Dobróocsova) è un comune della Slovacchia facente parte del distretto di Detva, nella regione di Banská Bystrica.
Il villaggio nacque nel XVIII secolo, quando fu separato da Očová.